# 1956 w sztukach plastycznych
Wydarzenia w sztukach plastycznych i wizualnych w 1956 roku.

## Wydarzenia
- W Warszawie otwarto Galerię Krzywe Koło[1].
- W Warszawie zainicjowało działalność ugrupowanie Zachęta.
- W Lublinie otwarto Biuro Wystaw Artystycznych.

## Malarstwo
- Josef Albers

Hołd dla kwadratu
- Jean Fautrier

Tetes de partisans
- Antoni Tàpies

Wielkie szare malowidło
- Salvador Dalí

Pełna ruchu martwa natura
- Edward Hopper

Okno w hotelu – olej na płótnie
Czteropasmowa droga – olej na płótnie
- Mark Rothko

Żółty i złoty
- Jerzy Nowosielski

Portret podwójny
- Franz Kline

Lehigh – olej na płótnie, 206,2x288,4 cm
- Sam Francis

Bez tytułu – olej na płótnie, 129,5x91,5 cm
- Andrzej Wróblewski

Kolejka trwa – olej na płótnie, 140x200 cm

## Grafika
- Marc Chagall

Dachy – litografia
- Maurits Cornelis Escher

Łabędzie – drzeworyt sztorcowy
Coraz mniejsze – drzeworyt sztorcowy
Wstęga jedności – litografia
Galeria grafiki – litografia

## Fotomontaż
- Hannah Höch

Poezja wokół komina

## Plakat
- Jan Młodożeniec

plakat do filmu Wyprawa w przeszłość – format A1

## Rzeźba
- Alina Szapocznikow

Koński ogon – Portret Meksykanki (1955-1956)
Portret Krzysztofa Teodora Toeplitza (1955-1956)
Seria Czerepy
Seria Garnki – Głowy (1956-1957)
Kochankowie
Piękna kobieta
Ptak
Trudny wiek

## Nagrody
- World Press Photo – Helmuth Pirath[20]

## Urodzeni
- 18 grudnia – Piotr Rypson, polski historyk sztuki, kurator, krytyk
- Piotr Krajewski, polski kurator sztuki współczesnej